# Extravagant
Extravagant è un singolo del rapper statunitense Lil Durk, pubblicato il 2 agosto 2018 come estratto dal suo quarto album in studio Love Songs 4 the Streets 2.
Il brano vede la partecipazione della rapper trinidadiana Nicki Minaj.